# Inchbonnie
Inchbonnie est une localité rurale située dans la région de la West Coast, dans l’Île du Sud de la Nouvelle-Zélande.

## Toponymie
Inchbonnie" est un hybride en Scots: langue dite Lowland Scots, de bonnie signifiant  "pretty" et le Gaélique écossais innis signifiant dans les terres, souvent anglicisé comme "Inch", comme dans Inchkeith ou Inch Kenneth en Écosse.

## Situation
La ville est située sur la berge nord du fleuve Taramakau et juste au sud du lac de Poerua (en).
Du fait de sa position sur la côte ouest, la ville reçoit allègrement 6  m de pluie par an .

## Accès
La route State Highway 73 (en) et la ligne de chemin de fer de la ligne Midland  passent toutes les deux à travers de la ville d’Inchbonnie, bien que les passagers du train nommé TranzAlpine (en) ne s’y arrêtent pas.

## Écologie
Le 17 mars 2006, la ville d’Inchbonnie fut la localisation du lâcher d’insectes dans l’espoir d’éradiquer les mauvaises herbes du nom de Senecio ou ragwort de la région de la West Coast.